# Моитенс (футбольный клуб)
«Моитенс» (полное название — порт. União futebol clube Moitense португальское произношение: [uniˈɐ̃w futɨˈbɔɫ ˈkɫubɨ mojˈtẽsɨ]) — португальский футбольный клуб, располагающийся в посёлке городского типа Мойте, в округе Сетубал.
В сезоне 2021/22 дошли до 1/32 Кубка Португалии, где уступили «Браге» со счётом 0:5.

## История
В первый день 1923 года в посёлке городского типа Мойте, в округе Сетубал был создан футбольный клуб «Моитенс». В 1935 году был построен стадион «Juncal Desportos», на котором стал выступать португальский клуб. Матчи проходят на искусственном поле.
В сентябре 2021 года команда из Мойты приняла участие в розыгрыше Кубка Португалии. В матче 1/64 финала «Моитенс» обыграл клуб «Анка» со счётом 2-1. В матче 1/32 финала Кубка «Моитенс» уступил «Браге» со счётом 0:5.
В январе 2023 года португальскому клубу исполнилось 100 лет.